# NGC 5857
NGC 5857 (другие обозначения — UGC 9724, MCG 3-39-4, ZWG 106.5, KCPG 455A, PGC 53995) — спиральная галактика с перемычкой (SBb) в созвездии Волопас.
Этот объект входит в число перечисленных в оригинальной редакции «Нового общего каталога».
В галактике вспыхнула сверхновая SN 1950H. Её пиковая видимая звёздная величина составила 18,1.